# Platycorypha nigrivirga
Platycorypha nigrivirga är en insektsart som beskrevs av Burckhardt 1987. Platycorypha nigrivirga ingår i släktet Platycorypha och familjen rundbladloppor. Inga underarter finns listade i Catalogue of Life.